# William Dobson

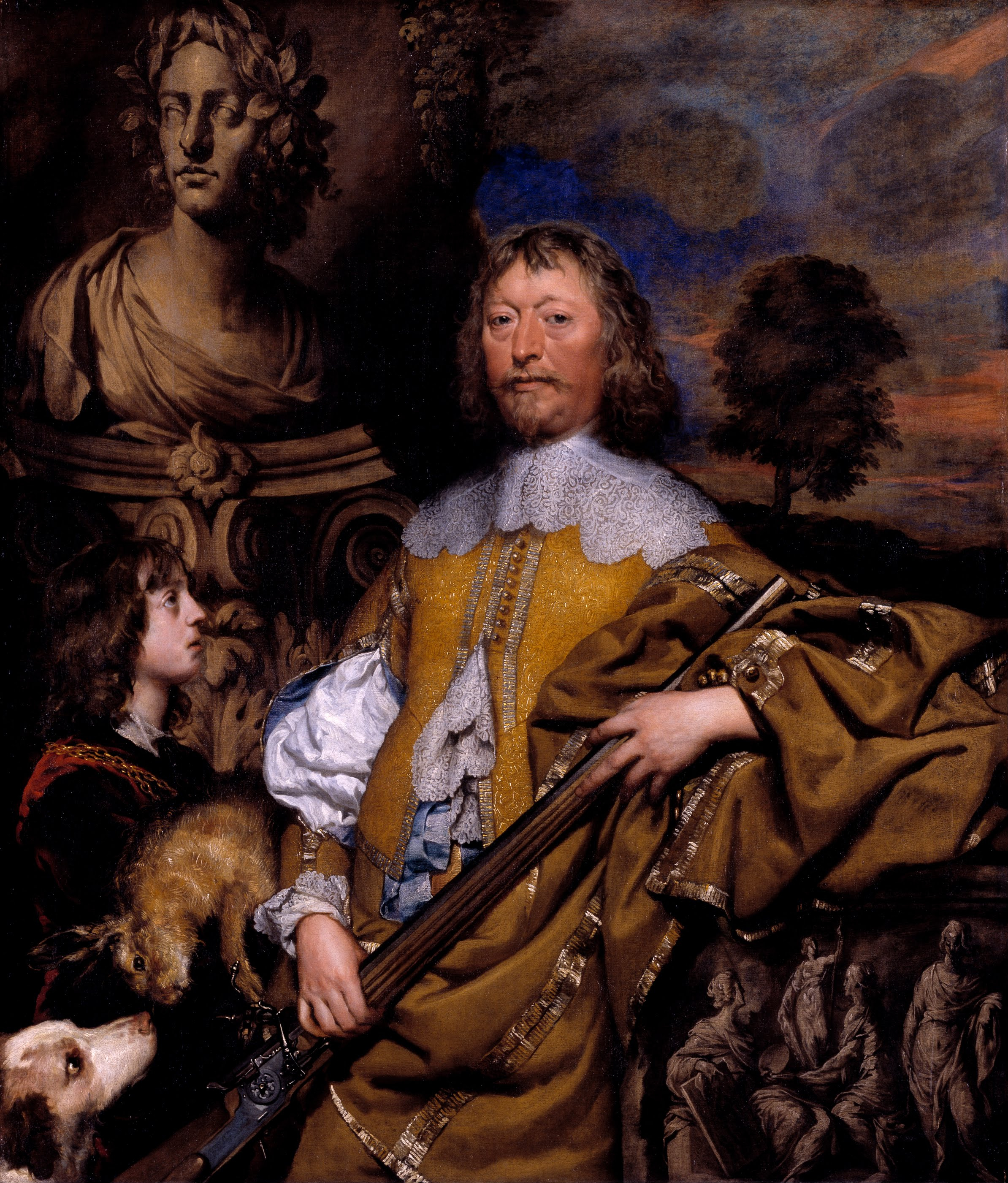
Porträt des Endymion Porter

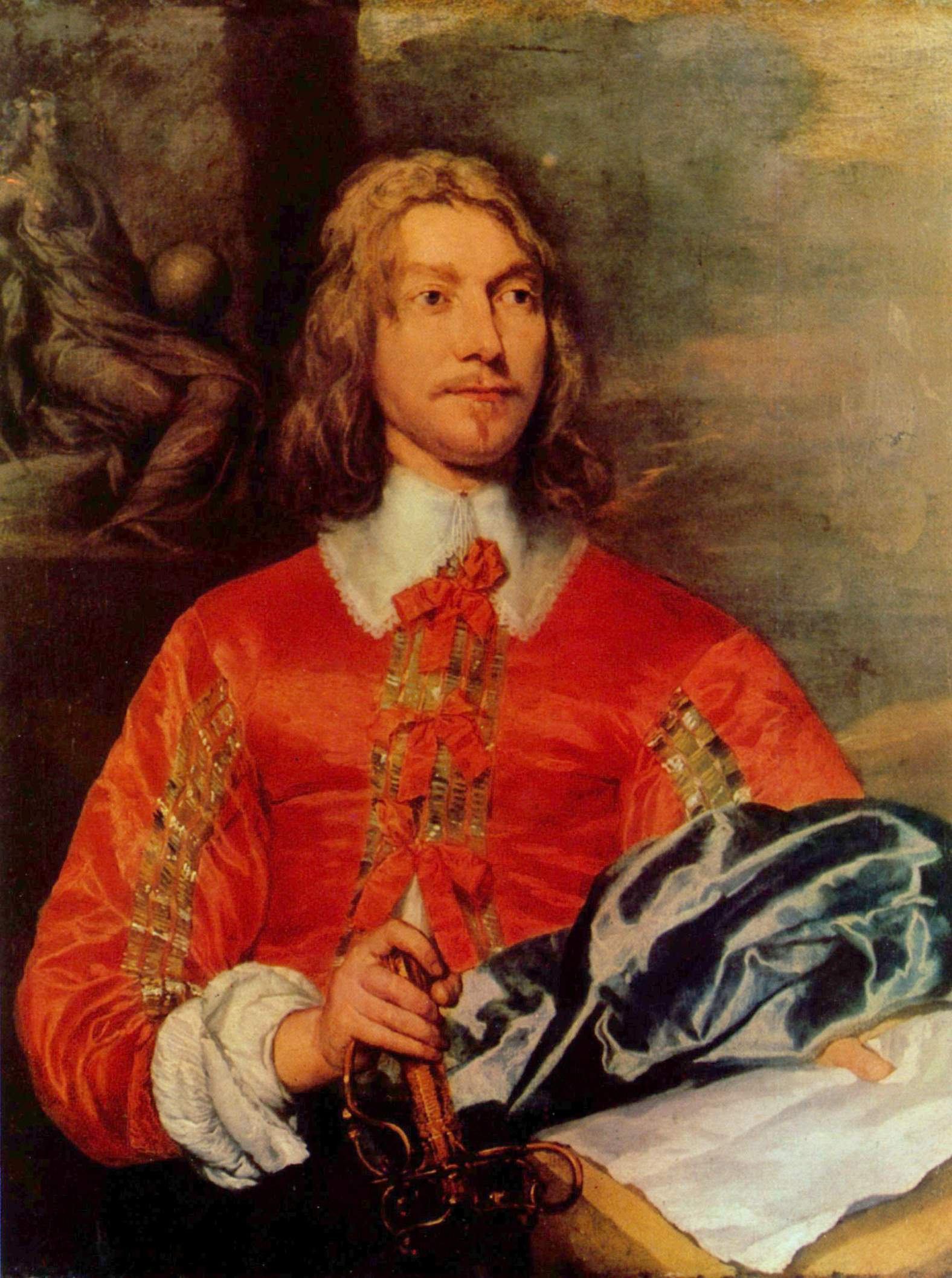
Porträt eines Marineoffiziers

William Dobson (* 4. März 1610 in London; † vor 28. Oktober 1646 in Oxford) war ein englischer Maler.

## Leben
Dobson war ein Schüler van Dycks, wurde königlicher Hofmaler, später auch Kammerherr und starb 1646 in Oxford. Nach van Dycks Tod und den Wirren des Bürgerkrieges war er mehrere Jahre für den König in Oxford tätig.
Er hat ein verschwenderisches Leben geführt, musste sogar in das Schuldgefängnis und starb völlig verarmt.
Seine historischen Gemälde und Bildnisse zeichnen sich durch Naturwahrheit und Treue sowie durch kräftige Zeichnung und wohlgewählte, jedoch manchmal rohe Farbe aus.

## Werkauswahl
- Colonel Russell mit Prinz Rupert und Colonel Murray, um 1644, Leinwand, 151 × 199 cm. Ombersley Court (Worcestershire), Slg. Lord Sandys.
- Endymion Porter, um 1643–45, Leinwand, 150 × 127 cm. London, Tate Gallery (siehe Bild 1).
- Henry Mordaunt, 2. Earl of Peterborough, 1644, Leinwand, 246 × 163 cm. Drayton House (Northamptonshire), Slg. N. V. Stopford-Sackville.
- James Compton, 3. Earl of Northampton, 1644 bis 1645, Leinwand, 226 × 147 cm. Castle Ashby House (Northamptonshire), Slg. Marquess of Northampton.
- Karl II. als Prince of Wales, um 1643, Leinwand, 151 × 128 cm. Edinburgh, Scottish National Portrait Gallery.
- Selbstbildnis mit Sir Charles Cotterell und Sir Balthasar Gerbier, um 1643, Leinwand, 8 × 125 cm. Albury, Slg. Duke of Northumberland.
- Sir Charles Lucas (?), um 1643–44, Leinwand, 114 × 91 cm. Audley End (Essex), Slg. R. Neville.